# Juan Cruz Varela
Juan Cruz Varela (Buenos Aires, 1794 - Montevideo, 1839) fue un escritor, periodista y político argentino, hermano del líder unitario Florencio (1807 – 1848) y tío del juez de la Corte Suprema de Justicia Luis Vicente (1845 - 1911).

## Biografía
Después de licenciarse en Teología en 1817 en la ciudad de Córdoba, inició estudios de derecho que no llegó a terminar. Durante sus años de estudiante escribió algunas poesías eróticas y satíricas, y también poemas épicos sobre la campaña de José San Martín en Chile y la Batalla de Maipú.
Regresó a Buenos Aires en 1818 y se dedicó a publicar algunas poesías en la prensa. Era amigo de Santiago Rivadavia, un personaje político de la época de la independencia argentina.
A partir de 1821 fue diputado de la provincia de Buenos Aires, apoyando en la Sala de Representantes y en la prensa las reformas liberales que llevaba adelante el ministro Bernardino Rivadavia. Fue editor de varios periódicos, entre ellos El Centinela (1822-1825), El Porteño, El Pampero y El Tiempo.
En 1826 fue elegido diputado al Congreso General Constituyente, en el cual ejerció como secretario. "Su activa participación en la vida política le condujo al periodismo, que fue su palestra más brillante." Fundó y redactó "El centinela", "El mensajero argentino", "El tiempo", y otros periódicos que alcanzaron merecida influencia en Buenos Aires.
Escribió poesía y teatro, dejando ver su influencia clásica especialmente de Virgilio y Horacio. Además de dos obras de teatro clásicas, publicó un sainete de inspiración española. Entre sus poesías se destacaron los poemas épicos y de inspiración amorosa.
Fue acusado por la prensa opositora de robar fondos públicos, por lo que a la caída de Rivadavia fue un acérrimo opositor de su sucesor, Manuel Dorrego.
Participó en la preparación de la revolución del 1 de diciembre de 1828 contra el gobernador Dorrego, y apoyó abiertamente la elección de Juan Lavalle en su lugar. Fue, junto a Salvador María del Carril, uno de los dos instigadores del fusilamiento de Dorrego en manos del general Lavalle, en una carta al general unitario cuando este todavía no se había apoderado de la persona de Dorrego. Las últimas palabras de su carta se han hecho particularmente conocidas:

"Cartas como ésta se rompen"

El general Lavalle ordenó el fusilamiento de Dorrego y asumió toda la responsabilidad, pero no rompió la carta.
 Durante su gobierno editó un nuevo periódico, llamado El Mensajero Argentino.

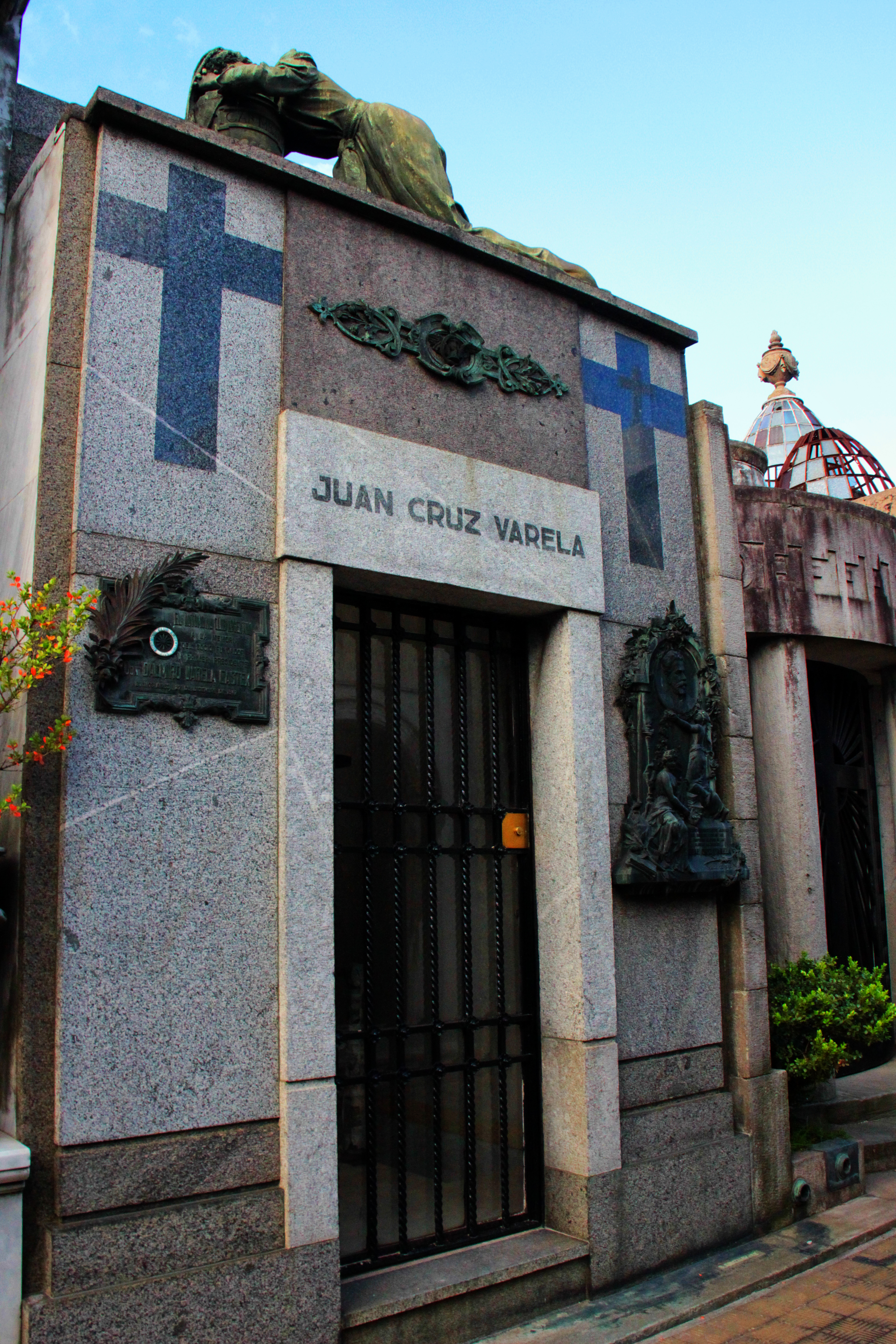
Tumba de Juan Cruz Varela.

Tras la caída de Lavalle se refugió en Montevideo junto a su hermano Florencio, y a diferencia de éste, no volvió a salir de esa ciudad. Allí se dedicó a escribir nuevas poesías de estilo clásico, y a traducir autores latinos. Se destacó también por sus poesías opositoras al gobernador porteño Juan Manuel de Rosas, como Al 25 de mayo de 1838, en Buenos Aires. Contribuyó a las páginas de El Iniciador.
"Siguiendo los destinos del partido rivadavista vióse obligado a emigrar de su patria por la restauración conservadora. En Montevideo actuó en la prensa liberal, combatiendo a Rosas, y se consagró a trabajos literarios. A la edad de 44 años falleció en Montevideo, el 24 de enero de 1839."

## Su obra
"Se educó en pleno período revolucionario, inclinado a las letras clásicas y a las ideas filosóficas modernas. Su vocación poética se manifestó precozmente, ensayándose en traducciones latinas y producciones juveniles de carácter erótico."
"Vinculado a las reformas liberales de Rivadavia, fue uno de sus más valientes paladines hasta la hora de la emigración y antes, durante muchos años, escribió gran número de poesías y letrillas satíricas que corrieron de mano en mano, alcanzando por ellas una verdadera celebridad literaria."
"Frutos de estación las más, creyó Varela que perderían su sabor una vez pasada su oportunidad; por eso, al seleccionar sus composiciones dignas de la publicidad, las excluyó en masa, no advirtiendo que con ellas moría lo más agudo y picante de su ingenio. Las poesías que componen lo que se conserva son las elegidas por él, en Montevideo (1831), y fueron por su parte objeto de numerosas correcciones, su estro, inseguro y frío en las de carácter amatorio, toma libre vuelo en las odas patrióticas, culminando en su poema lírico "A la batalla de Ituzaingó"."
"Siguiendo sus inclinaciones clásicas, hizo traducciones de Ovidio y de Horacio, siendo su tentativa más feliz en este género la traducción de algunos libros de la "Eneida", de Virgilio, en la que ocupó muchas horas de su destierro.- Escribió dos tragedias, "Dido" y "Argia", cuyo valor lírico excede en mucho a su mérito como obras de teatro; tienen corte clásico y están inspiradas, respectivamente, en Virgilio y en Alfieri. Sus poesías seleccionadas fueron editadas conjuntamente con las tragedias, en Buenos Aires, 1879, por la imprenta de "La Tribuna"."

## Obra
- Obra de teatro publicada en 1824.Poesía (disponible[1])
  - La Elvira, (1817)
  - A los valientes defensores de la libertad en la llanura de Maipo (1818)
  - Triunfo de Ituzaingó (1827)
  - El jardín de Delia.(escrita solamente por el)
  - Canto a San Martín y Balcarce
  - El 25 de mayo de 1838

- Sonetos
  - A la memoria de mi padre
  - A don Mariano Moreno
  - Al que desmaya en nuestro sistema por los contrastes que ha padecido
  - Al general don Manuel Belgrano
  - A la muerte del Dr. D. Juan N. Sola
  - A don Martín Rodríguez en su regreso a la campaña de Santa Fe

- Teatro
  - Dido (1823)
  - Argia (1824)